# فدراسیون فوتبال لیبی
فدراسیون فوتبال لیبی (عربی: الاتحاد الليبي لكرة القدم) نهاد اداره‌کننده مسابقات فوتبال و فوتسال در کشور لیبی است.
این سازمان که در سال ۱۹۶۲ تأسیس شده عضو کنفدراسیون فوتبال آفریقا و فیفا نیز می‌باشد و مقر آن در شهر طرابلس است.